# Tomoe Hvas
Tomoe Zenimoto Hvas (Oslo, 1 de junio de 2000) es un deportista noruego que compite en natación.
Ganó una medalla de  en el Campeonato Mundial de Natación en Piscina Corta de 2021 y dos medallas en el Campeonato Europeo de Natación en Piscina Corta, plata en 2019 y bronce en 2017.

## Palmarés internacional
| Campeonato Mundial en Piscina Corta | Campeonato Mundial en Piscina Corta | Campeonato Mundial en Piscina Corta | Campeonato Mundial en Piscina Corta |
| Año                                 | Lugar                               | Medalla                             | Prueba                              |
| ----------------------------------- | ----------------------------------- | ----------------------------------- | ----------------------------------- |
| 2021                                | Abu Dabi (EAU)                      | Medalla de plata                    | 100 m estilos                       |
| Campeonato Europeo en Piscina Corta |                                     |                                     |                                     |
| Año                                 | Lugar                               | Medalla                             | Prueba                              |
| 2017                                | Copenhague (Dinamarca)              | Medalla de bronce                   | 200 m estilos                       |
| 2019                                | Glasgow (Reino Unido)               | Medalla de plata                    | 200 m estilos                       |